# هشت‌هزارمتری‌ها

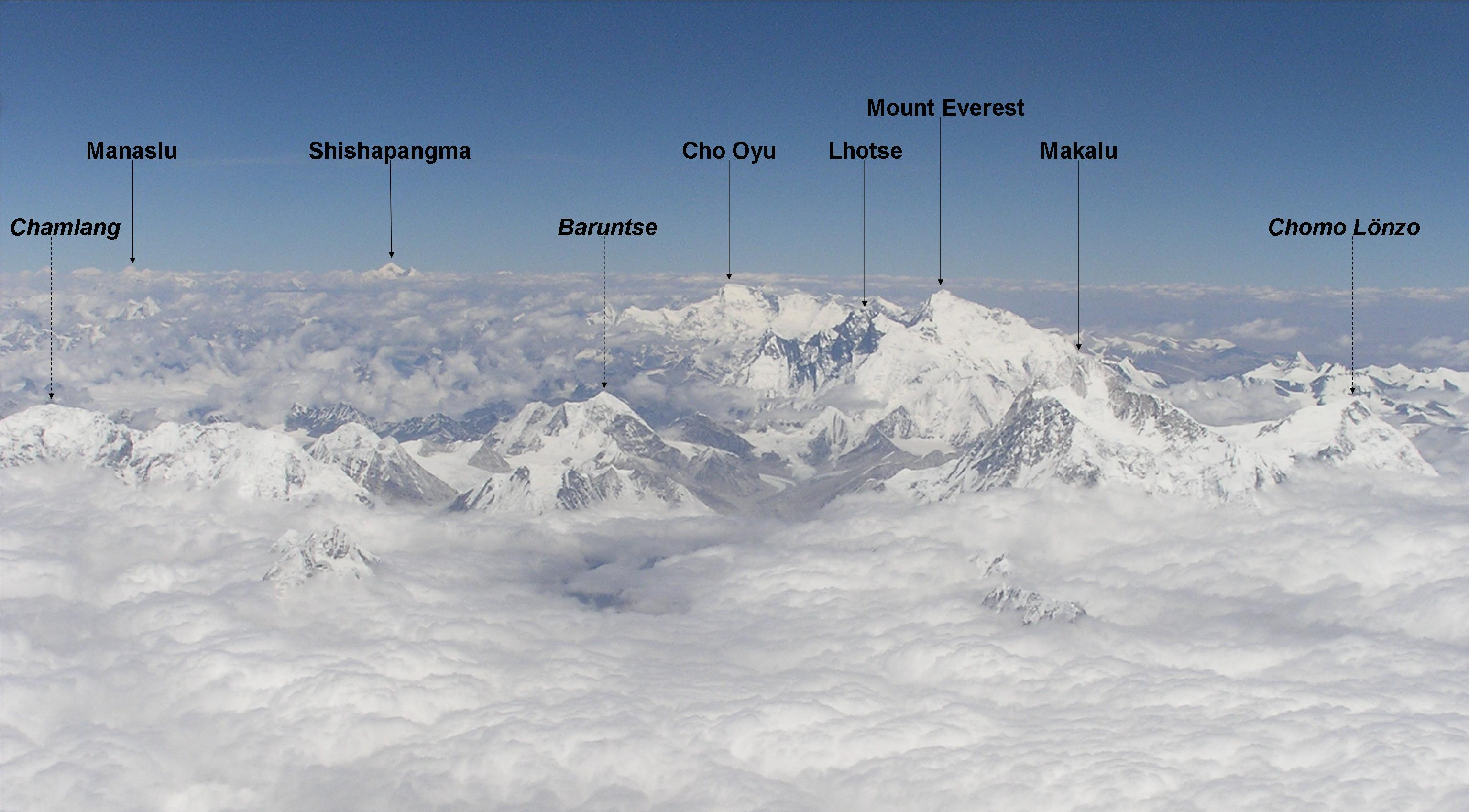
نمایی از کوه‌های با بیش از ۸۰۰۰ متر ارتفاع در هیمالیا: اورست، ماکالو، لهوتسه، چو ایو، ماناسلو و شیشاپانگما

اصطلاح هشت‌هزارمتری‌ها (به انگلیسی: The Eight-thousanders) به چهارده کوه مستقل روی زمین گفته می‌شود که ارتفاعشان از سطح دریا به بیش از ۸٬۰۰۰ متر می‌رسد. این کوه‌ها همگی در رشته‌کوه‌های هیمالیا و قراقروم در قارهٔ آسیا قرار دارند.

## فهرست هشت‌هزارمتری‌ها
فهرست ۱۴ کوه هشت‌هزارمتری به ترتیب ارتفاع و اطلاعات مربوط به فتح آنها در جدول زیر آمده است:
| قلّه          | ارتفاع (متر) | موقعیت      | تاریخ نخستین صعود | نخستین صعودکنندگان                                                                                                | نخستین صعود زمستانی | نخستین صعودکنندگان زمستانی | شمار صعودها | مرگ‌ها | نرخ مرگ |
| ------------ | ------------ | ----------- | ----------------- | --- | ------------------- | --- | ----------- | ----- | ------- |
| اورست        | ۸۸۴۸         | نپال چین    | ۲۹ مه ۱۹۵۳        | ادموند هیلاری تنزینگ نورگای                                                                                       | ۱۷ فوریه ۱۹۸۰       | کریستف ویلیچکی Leszek Cichy | 8950        | 295   | 3.3%    |
| کی۲          | ۸۶۱۱         | پاکستان چین | ۳۱ ژوئیه ۱۹۵۴     | آکیله کومپانیونی Lino Lacedelli                                                                                   | ۱۶ ژانویه ۲۰۲۱      | نیرمال پورجا گلجه شرپا مینگما دیوید شرپا مینگما جی سونا شرپا مینگما تنزی شرپا پم چهیری شرپا داوا تمبا شرپا کیلی تمبا شرپا داوا تنجینا شرپا | 367         | 84    | 23%     |
| کانگچنجونگا  | ۸۵۸۶         | نپال هند    | ۲۵ مه ۱۹۵۵        | George Band Joe Brown                                                                                             | ۱۱ ژانویه ۱۹۸۶      | کریستف ویلیچکی یرزی کوکوچکا | 300         | 45    | 15%     |
| لهوتسه       | ۸۵۱۶         | نپال چین    | ۱۸ مه ۱۹۵۶        | Fritz Luchsinger Ernst Reiss                                                                                      | ۳۱ دسامبر ۱۹۸۸      | کریستف ویلیچکی | 700         | 18    | 2.6%    |
| ماکالو       | ۸۴۸۵         | نپال چین    | ۱۵ مه ۱۹۵۵        | Jean Couzy Lionel Terray                                                                                          | ۹ فوریه ۲۰۰۹        | سیمونه مورو دنیس اروبکو | 410         | 41    | 10%     |
| چو ایو       | ۸۲۰۱         | نپال چین    | ۱۹ اکتبر ۱۹۵۴     | Joseph Joechler Pasang Dawa Lama Herbert Tichy                                                                    | ۱۲ فوریه ۱۹۸۵       | Maciej Berbeka Maciej Pawlikowski | 3681        | 50    | 1.3%    |
| دهالاگیری    | ۸۱۶۷         | نپال        | ۱۳ مه ۱۹۶۰        | کورت دیمبرگر Peter Diener Nawang Dorje Nima Dorje Ernst Forrer Albin Schelbert                                    | ۲۱ ژانویه ۱۹۸۵      | Andrzej Czok یرزی کوکوچکا | 540         | 73    | 13.5%   |
| ماناسلو      | ۸۱۶۳         | نپال        | ۹ مه ۱۹۵۶         | Toshio Imanishi Gyalzen Norbu                                                                                     | ۱۲ ژانویه ۱۹۸۴      | Maciej Berbeka Ryszard Gajewski | 650         | 81    | 12.5%   |
| نانگا پاربات | ۸۱۲۶         | پاکستان     | ۳ ژوئیه ۱۹۵۳      | هرمان بول | ۲۶ فوریه ۲۰۱۶       | سیمونه مورو Muhammad Ali Sadpara Alex Txikon                                                                                               | 400         | 83    | 21%     |
| آناپورنا     | ۸۰۹۱         | نپال        | ۳ ژوئن ۱۹۵۰       | موریس هرزوگ لویی لاشنال                                                                                           | ۳ فوریه ۱۹۸۷        | یرزی کوکوچکا Artur Hajzer | 261         | 71    | 27%     |
| گاشربروم ۱   | ۸۰۸۰         | پاکستان چین | ۵ ژوئیه ۱۹۵۸      | Andrew Kauffman Pete Schoening                                                                                    | ۹ مارس ۲۰۱۲         | آدام بیلتسکی Janusz Gołąb | 350         | 34    | 9.7%    |
| برود پیک     | ۸۰۵۱         | پاکستان چین | ۹ ژوئن ۱۹۵۷       | Fritz Wintersteller Marcus Schmuck کورت دیمبرگر هرمان بول                                                         | ۵ مارس ۲۰۱۳         | Maciej Berbeka آدام بیلتسکی Tomasz Kowalski Artur Małek                                                                                    | 406         | 34    | 8.4%    |
| گاشربروم ۲   | ۸۰۳۵         | پاکستان چین | ۷ ژوئیه ۱۹۵۶      | Fritz Moravec Josef Larch Hans Willenpart                                                                         | ۲ فوریه ۲۰۱۱        | سیمونه مورو دنیس اروبکو Cory Richards | 1000        | 23    | 2.3%    |
| شیشاپانگما   | ۸۰۲۷         | چین         | ۲ مه ۱۹۶۴         | Hsu Ching Chang Chun-yen Wang Fuzhou Chen San Cheng Tien-liang Wu Tsung-yue Sodnam Doji Migmar Trashi Doji Yonten | ۱۴ ژانویه ۲۰۰۵      | Piotr Morawski سیمونه مورو | 350         | 31    | 9%      |

## صعودها

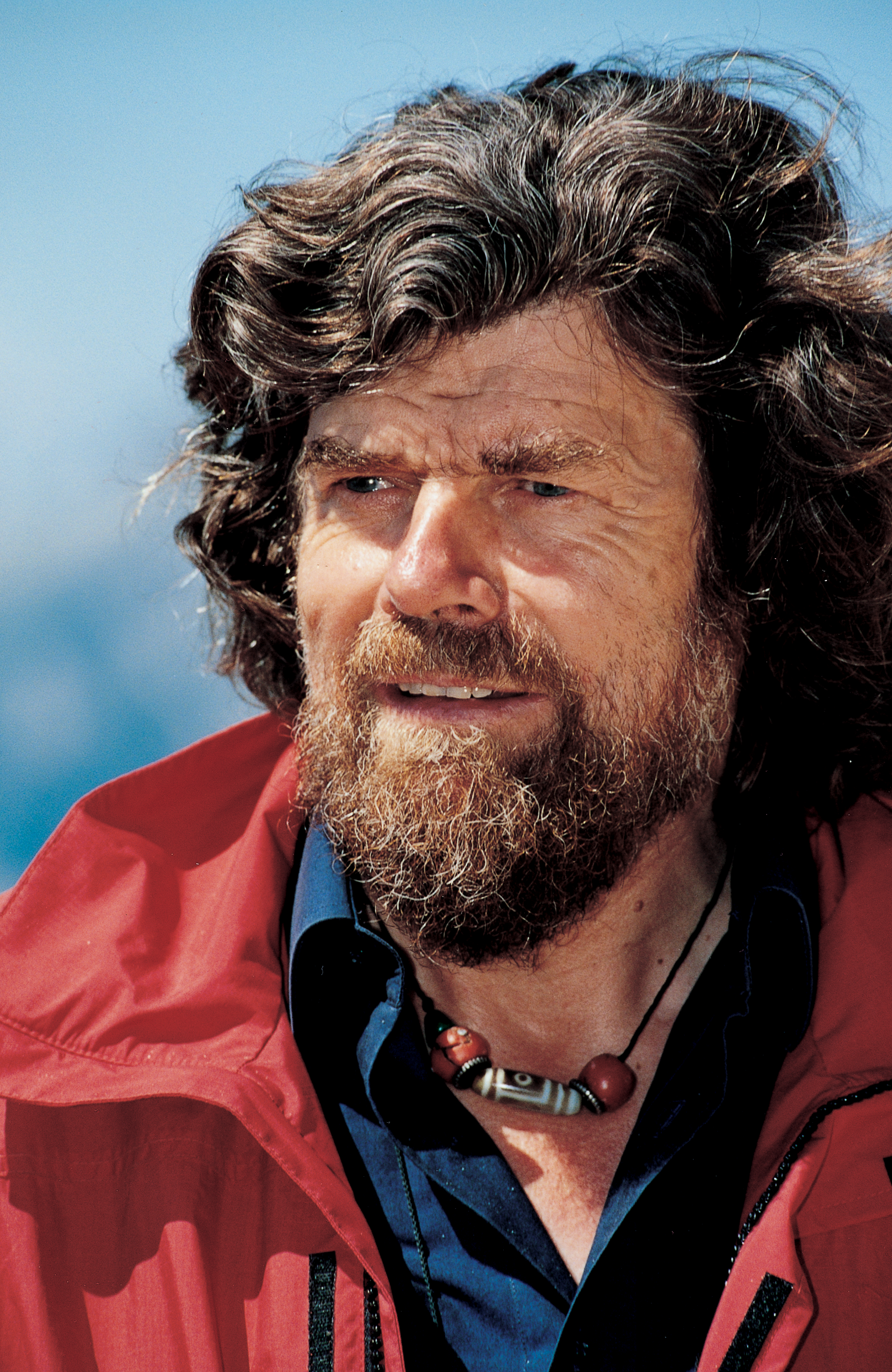
رینولد مسنر؛ نخستین کوهنوردی که موفق شد همه ۱۴ قله بالای هشت‌هزار متر را فتح کند.

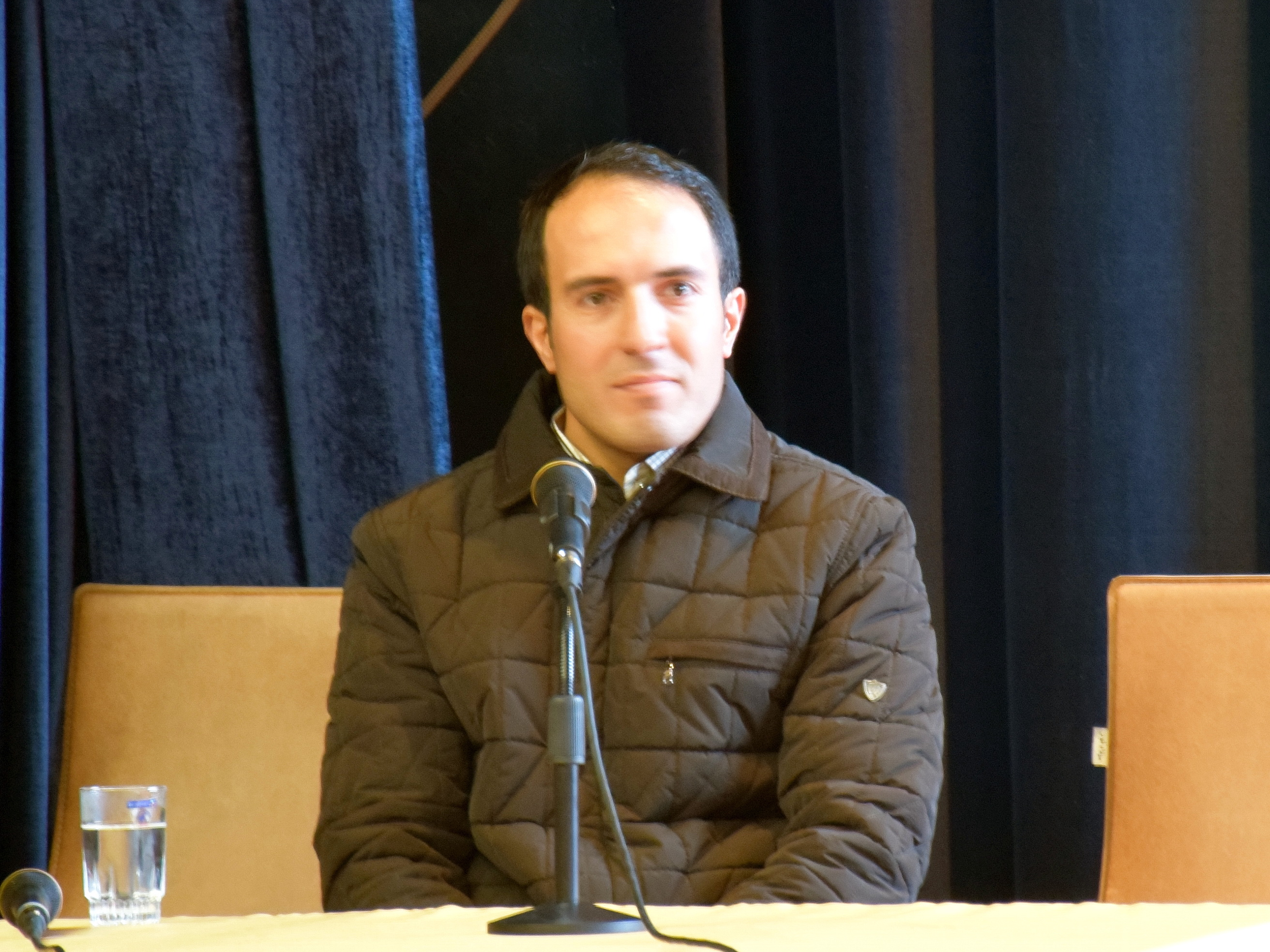
عظیم قیچی‌ساز؛ نخستین کوهنورد ایرانی که به جمع فاتحان هشت‌هزارمتری‌ها پیوست. همه صعودهای وی بدون استفاده از کپسول اکسیژن و شرپا انجام گرفته‌اند.

نخستین تلاش ثبت‌شده برای فتح یک هشت‌هزارمتری به سال ۱۸۹۵ میلادی باز می‌گردد که آلبرت اف. مامری و جی. نورمن کولی صعود خود به نانگا پاربات را آغاز نمودند اما مرگ مامری و دو گرکای همراهش بر اثر سقوط بهمن، این تلاش را نافرجام گذاشت. نخستین صعود موفقیت‌آمیز ثبت‌شده به یک هشت‌هزارمتری به تاریخ ۳ ژوئن سال ۱۹۵۰ باز می‌گردد که موریس هرزوگ و لویی لاشنال موفق به فتح قلهٔ آناپورنا شدند.
نخستین کوهنوردی که موفق به صعود به تمامی ۱۴ هشت‌هزارمتری شد، رینولد مسنر ایتالیایی بود که آخرین قلّه را در تاریخ ۱۶ اکتبر سال ۱۹۸۶ فتح نمود. یک سال بعد در ۱۹۸۷، یرزی کوکوچکای لهستانی موفق به تکرار این موفقیت شد. با این وجود، مسنر هر ۱۴ قله را بدون استفاده از کپسول کمکی اکسیژن فتح کرده بود و ۹ سال طول کشید تا کوهنورد دیگری به نام ارهارد لورتان در سال ۱۹۹۵ بدون بهره‌گیری از کپسول اکسیژن موفق به فتح ۱۴ قلهٔ هشت‌هزارمتری شود. همچنین پورپا تاشی نپالی رکورددار فتح ۱۴ قله با ۲۶ صعود در خلال سال‌های ۱۹۹۸ تا ۲۰۱۱ است و پس از او، خوانیتو اویارزابال با ۲۵ صعود در فاصلهٔ سال‌های ۱۹۸۵ تا ۲۰۱۱ در جایگاه دوم قرار دارد.
ایتالیا با ۵ کوهنورد، شمار بیشترین صعود به تمامی هشت‌هزارمتری‌ها را دارد و پس از آن کره جنوبی با ۴ کوهنورد و قزاقستان، لهستان و اسپانیا با ۳ کوهنورد قرار گرفته‌اند. نخستین زنی که مدعی صعود به هر ۱۴ قله شد اوه اون سان کره‌ای بود که بنا بر ادعای او، آناپورنا آخرین قلّه‌ای بود که وی در تاریخ ۲۷ آوریل سال ۲۰۱۰ فتح کرد. اما صحّت این ادعا مورد تردید گروه‌های مختلف قرار گرفت و حتی فدراسیون کوه‌نوردی کرهٔ جنوبی نیز اعلام کرد که ادعای فتح قلهٔ کانگچنجونگا توسط او در سال ۲۰۰۹ نامحتمل است. همچنین ادورن پاسابان، کوهنورد رقیب او نیز این صعود را پیشتر مورد تردید قرار داده بود و در نهایت در سال ۲۰۱۰ نام ادورن پاسابان به عنوان نخستین کوهنورد زنی که موفق به صعود به هر ۱۴ قلهٔ هشت‌هزارمتری شده بود اعلام شد.
همچنین در اوت ۲۰۱۱، گرلینده کالتنبرونر اتریشی نخستین زنی شد که هر ۱۴ قلهٔ هشت‌هزارمتری را بدون استفاده از کپسول اکسیژن فتح کرد.
عظیم قیچی‌ساز تنها هیمالیانورد ایرانی است که توانسته به همه چهارده قله بالای هشت‌هزارمتری صعود کند. همه صعودهای وی بدون استفاده از کپسول اکسیژن و شرپا انجام گرفت.

### فاتحان همه ۱۴ قله هشت‌هزارمتری
فهرست کوهنوردانی که همه ۱۴ قلهٔ بالای هشت هزار متر را فتح کرده‌اند در جدول زیر آمده‌است. کوهنوردانی که همه ۱۴ قله را بدون استفاده از کپسول اکسیژن فتح کرده‌اند در ستون دوم مشخص شده‌اند.
| به ترتیب زمان | بدون استفاده از کپسول اکسیژن (به ترتیب) | نام                | سال‌ها     | سال تولد | سن | ملیت                        |
| ------------- | --------------------------------------- | ------------------ | --------- | -------- | -- | --------------------------- |
| ۱             | ۱                                       | رینولد مسنر        | ۱۹۷۰–۱۹۸۶ | ۱۹۴۴     | ۴۲ | ایتالیایی                   |
| ۲             |                                         | یرزی کوکوچکا       | ۱۹۷۹–۱۹۸۷ | ۱۹۴۸     | ۳۹ | لهستانی                     |
| ۳             | ۲                                       | ارهارد لورتان      | ۱۹۸۲–۱۹۹۵ | ۱۹۵۹     | ۳۶ | سوئیسی                      |
| ۴             | [ ۱۹ ]                                  | کارلوس کارسولیو    | ۱۹۸۵–۱۹۹۶ | ۱۹۶۲     | ۳۳ | مکزیکی                      |
| ۵             |                                         | کریستف ویلیچکی     | ۱۹۸۰–۱۹۹۶ | ۱۹۵۰     | ۴۶ | لهستانی                     |
| ۶             | ۳                                       | خوانیتو اویارزابال | ۱۹۸۵–۱۹۹۹ | ۱۹۵۶     | ۴۳ | اسپانیایی                   |
| ۷             |                                         | سرجیو مارتینی      | ۱۹۸۳–۲۰۰۰ | ۱۹۴۹     | ۵۱ | ایتالیایی                   |
| ۸             |                                         | پارک یانگ سوک      | ۱۹۹۳–۲۰۰۱ | ۱۹۶۳     | ۳۸ | کره‌ای                       |
| ۹             |                                         | هونگ-گیل اوم       | ۱۹۸۸–۲۰۰۱ | ۱۹۶۰     | ۴۰ | کره‌ای                       |
| ۱۰            | ۴                                       | آلبرتو اینوراتگی   | ۱۹۹۱–۲۰۰۲ | ۱۹۶۸     | ۳۳ | اسپانیایی                   |
| ۱۱            |                                         | وانگ-یونگ هان      | ۱۹۹۴–۲۰۰۳ | ۱۹۶۶     | ۳۷ | کره‌ای                       |
| ۱۲            | ۵                                       | اد ویستورز         | ۱۹۸۹–۲۰۰۵ | ۱۹۵۹     | ۴۶ | آمریکایی                    |
| ۱۳            | ۶                                       | سیلویو موندینلی    | ۱۹۹۳–۲۰۰۷ | ۱۹۵۸     | ۴۹ | ایتالیایی                   |
| ۱۴            | ۷                                       | ایوان والجو        | ۱۹۹۷–۲۰۰۸ | ۱۹۵۹     | ۴۹ | اکوادوری                    |
| ۱۵            | ۸                                       | دنیس اوروبکو       | ۲۰۰۰–۲۰۰۹ | ۱۹۷۳     | ۳۵ | قزاقستانی                   |
| ۱۶            |                                         | رالف دوجموویتس     | ۱۹۹۰–۲۰۰۹ | ۱۹۶۱     | ۴۷ | آلمانی                      |
| ۱۷            | ۹                                       | ویکا گوستاوسون     | ۱۹۹۳–۲۰۰۹ | ۱۹۶۸     | ۴۱ | فنلاندی                     |
| ۱۸            |                                         | اندرو لاک          | ۱۹۹۳–۲۰۰۹ | ۱۹۶۱     | ۴۸ | استرالیایی                  |
| ۱۹            | ۱۰                                      | ژوآئو گارسیا       | ۱۹۹۳–۲۰۱۰ | ۱۹۶۷     | ۴۳ | پرتقالی                     |
| ۲۰            |                                         | پیوتر پوسترنیک     | ۱۹۹۰–۲۰۱۰ | ۱۹۵۱     | ۵۸ | لهستانی                     |
| ۲۱            |                                         | ادورن پاسابان      | ۲۰۰۱–۲۰۱۰ | ۱۹۷۳     | ۳۶ | اسپانیایی                   |
| ۲۲            |                                         | آبل بلانک          | ۱۹۹۲–۲۰۱۱ | ۱۹۵۴     | ۵۶ | ایتالیایی                   |
| ۲۳            |                                         | مینگما شرپا        | ۲۰۰۰–۲۰۱۱ | ۱۹۷۸     | ۳۳ | نپالی                       |
| ۲۴            | ۱۱                                      | گرلینده کالتنبرونر | ۱۹۹۸–۲۰۱۱ | ۱۹۷۰     | ۴۰ | اتریشی                      |
| ۲۵            |                                         | واسیلی پیوتسوف     | ۲۰۰۱–۲۰۱۱ | ۱۹۷۵     | ۳۶ | قزاقستانی                   |
| ۲۶            | ۱۲                                      | مقصود ژومایو       | ۲۰۰۱–۲۰۱۱ | ۱۹۷۷     | ۳۴ | قزاقستانی                   |
| ۲۷            |                                         | جائه-سو کیم        | ۲۰۰۰–۲۰۱۱ | ۱۹۶۱     | ۵۰ | کره‌ای                       |
| ۲۸            | ۱۳                                      | ماریو پانزری       | ۱۹۸۸–۲۰۱۲ | ۱۹۶۴     | ۴۸ | ایتالیایی                   |
| ۲۹            |                                         | هیروتاکا تاکئوچی   | ۱۹۹۵–۲۰۱۲ | ۱۹۷۱     | ۴۱ | ژاپنی                       |
| ۳۰            |                                         | چهانگ داوا شرپا    | ۲۰۰۱–۲۰۱۳ | ۱۹۸۲     | ۳۰ | نپالی                       |
| ۳۱            | ۱۴                                      | کیم چانگ-هو        | ۲۰۰۵–۲۰۱۳ | ۱۹۷۰     | ۴۳ | کره‌ای                       |
| ۳۲            |                                         | جورج اگوچیگال      | ۲۰۰۲–۲۰۱۴ | ۱۹۶۸     | ۴۵ | اسپانیایی                   |
| ۳۳            | ۱۵                                      | رادک جاروش         | ۱۹۹۸–۲۰۱۴ | ۱۹۶۴     | ۵۰ | چکی                         |
| ۳۴/۳۵         | ۱۶/۱۷                                   | نیوس مروی          | ۱۹۹۸–۲۰۱۷ | ۱۹۶۱     | ۵۵ | ایتالیایی                   |
| ۳۴/۳۵         | ۱۶/۱۷                                   | رومانو بنت         | ۱۹۹۸–۲۰۱۷ | ۱۹۶۲     | ۵۵ | ایتالیایی                   |
| ۳۶            |                                         | پیتر هامور         | ۱۹۹۸–۲۰۱۷ | ۱۹۶۴     | ۵۲ | اسلواکیایی                  |
| ۳۷            | ۱۸                                      | عظیم قیچی‌ساز       | ۲۰۰۸–۲۰۱۷ | ۱۹۸۱     | 38 | ایرانی                      |
| 38            |                                         | فران لاتوره        | 1999–2017 | 1970     | 46 | اسپانیایی                   |
| 39            | 19                                      | اسکار کادیاک       | 1984–2017 | 1952     | 64 | اسپانیایی                   |
| 40            |                                         | کیم می‌گون          | 2000–2018 | 1973     | 45 | کره‌ای                       |
| 41            |                                         | سانو شرپا          | 2006–2019 | 1975     | 44 | نپالی                       |
| 42            |                                         | نیرمال پورجا       | 2014–2019 | 1983     | 36 | بریتانیایی                  |
| 43            |                                         | مینگما گیابو شرپا  | 2010–2019 | 1989     | 30 | نپالی                       |
| 44            |                                         | کیم هونگ بین       | 2006-2021 | 1964     | 57 | کره‌ای                       |
| 45            |                                         | نیما گیالزن شرپا   | 2004-2022 | 1985     | 37 | نپالی                       |
| 46            |                                         | دونگ هنگ خوان      | 2015–2023 | 1981     | 42 | چینی ها                     |
| 47            |                                         | کریستین هاریلا     | 2021–2023 | 1986     | 37 | نروژی                       |
| 48            |                                         | سوفی لاوود         | 2012-2023 | 1968     | 55 | سوئیسی / فرانسوی / کانادایی |
| 49            |                                         | تانچ فندیک         | 2001-2023 | 1972     | 51 | ترکیه ای                    |
| 50            |                                         | تنجن لاما شرپا     | 2016–2023 |          | 35 | نپالی                       |
| 51            |                                         | گلجه شرپا          | 2017–2023 | 1992     | 30 | نپالی                       |

## نگارخانه

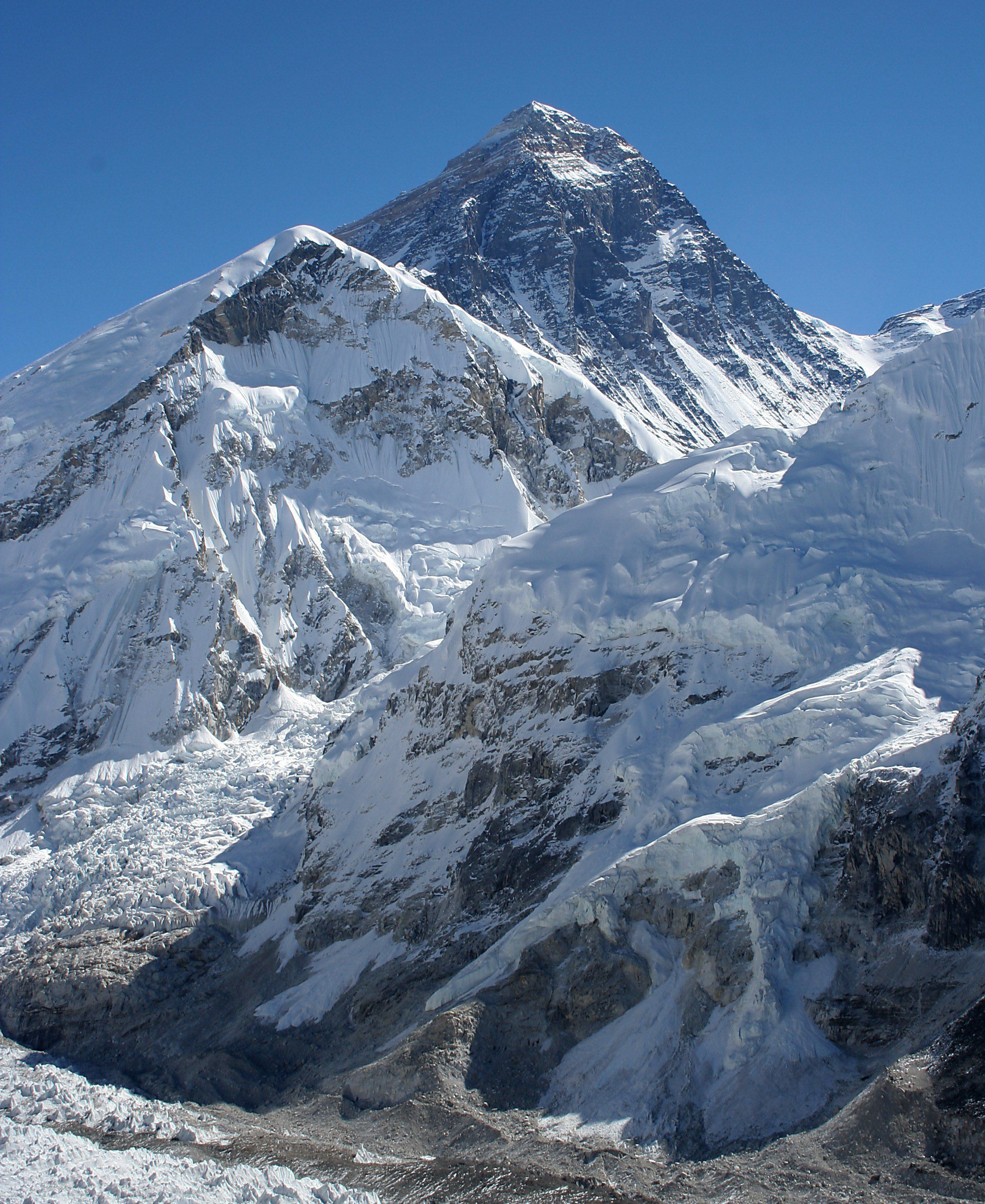
۱. اورست
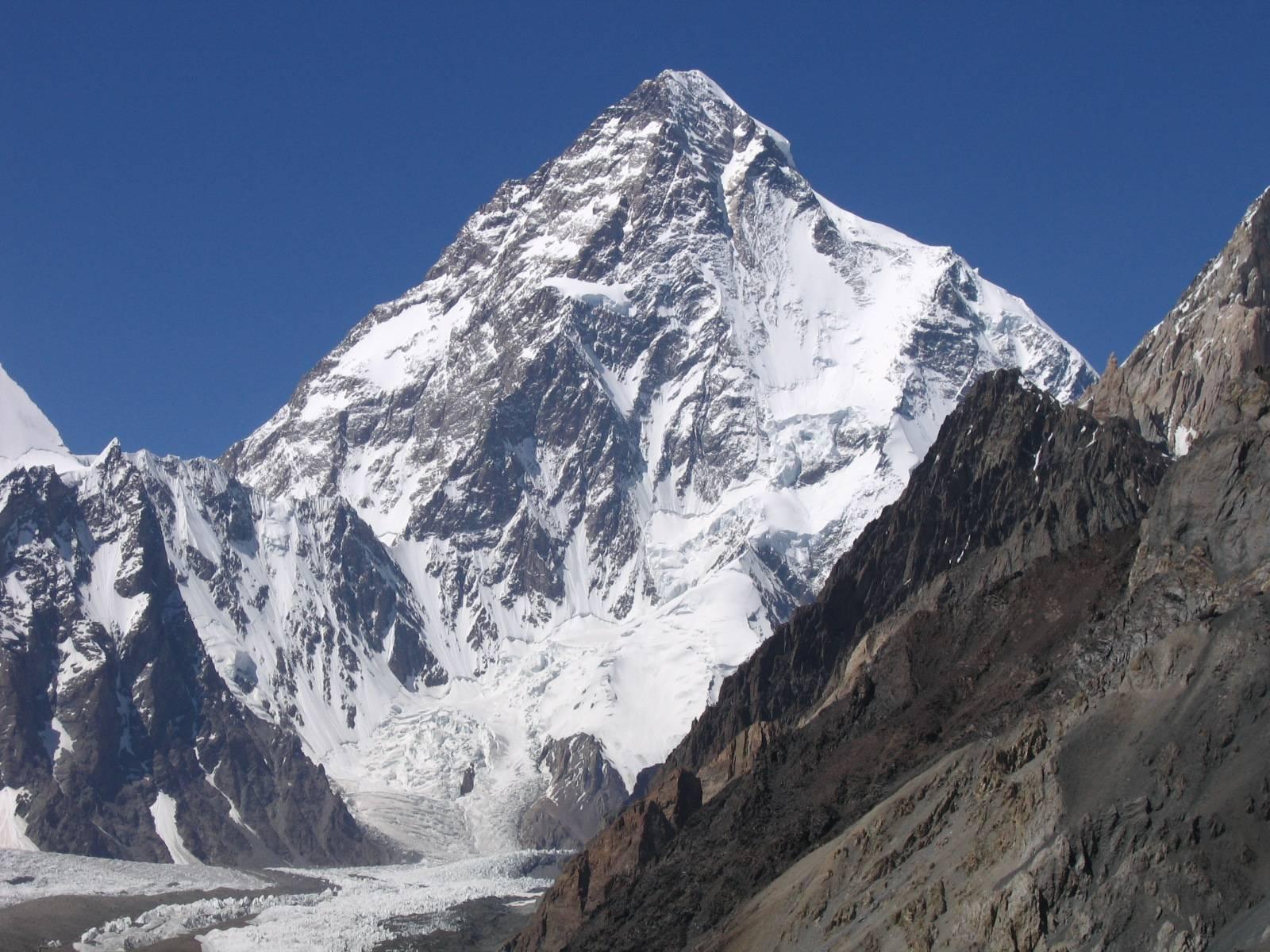
۲. کی۲
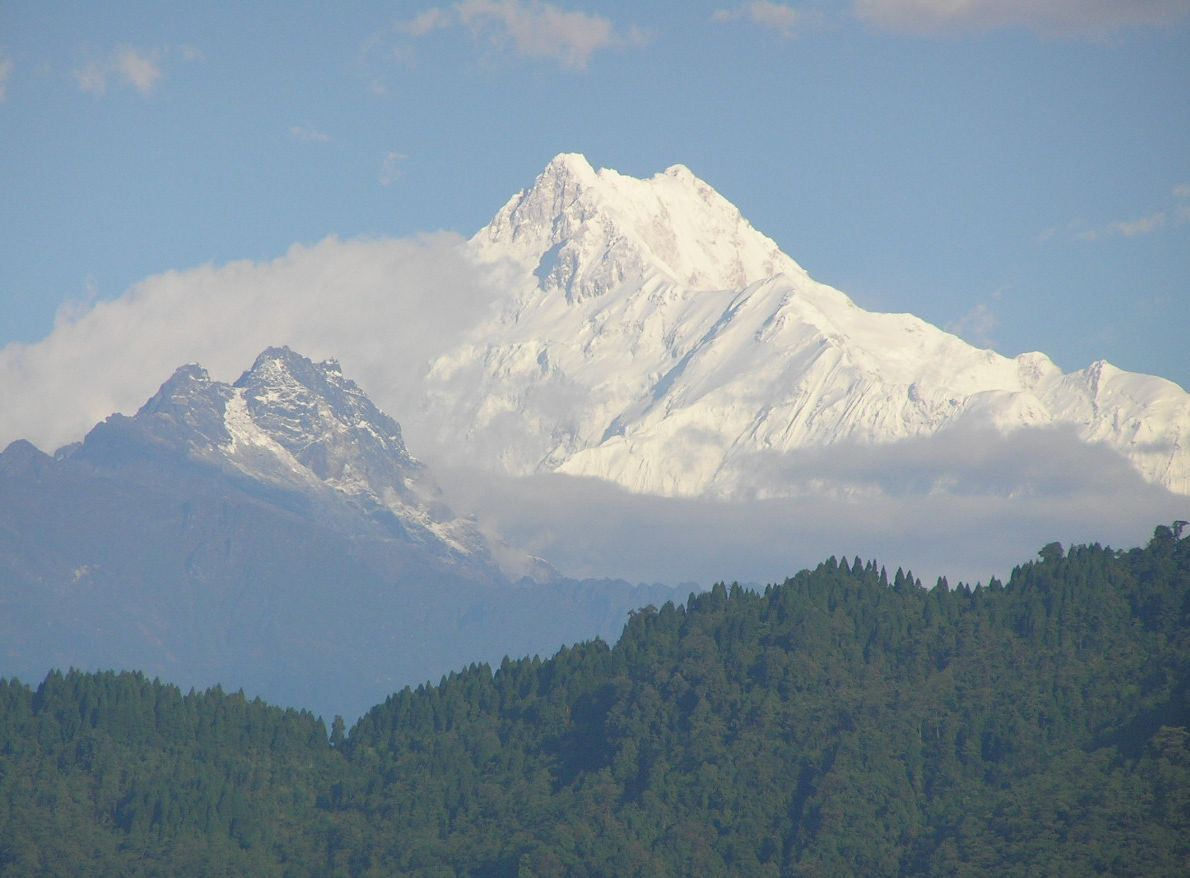
۳. کانگچنجونگا
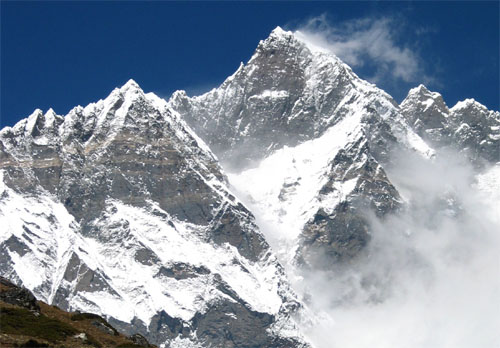
۴. لهوتسه
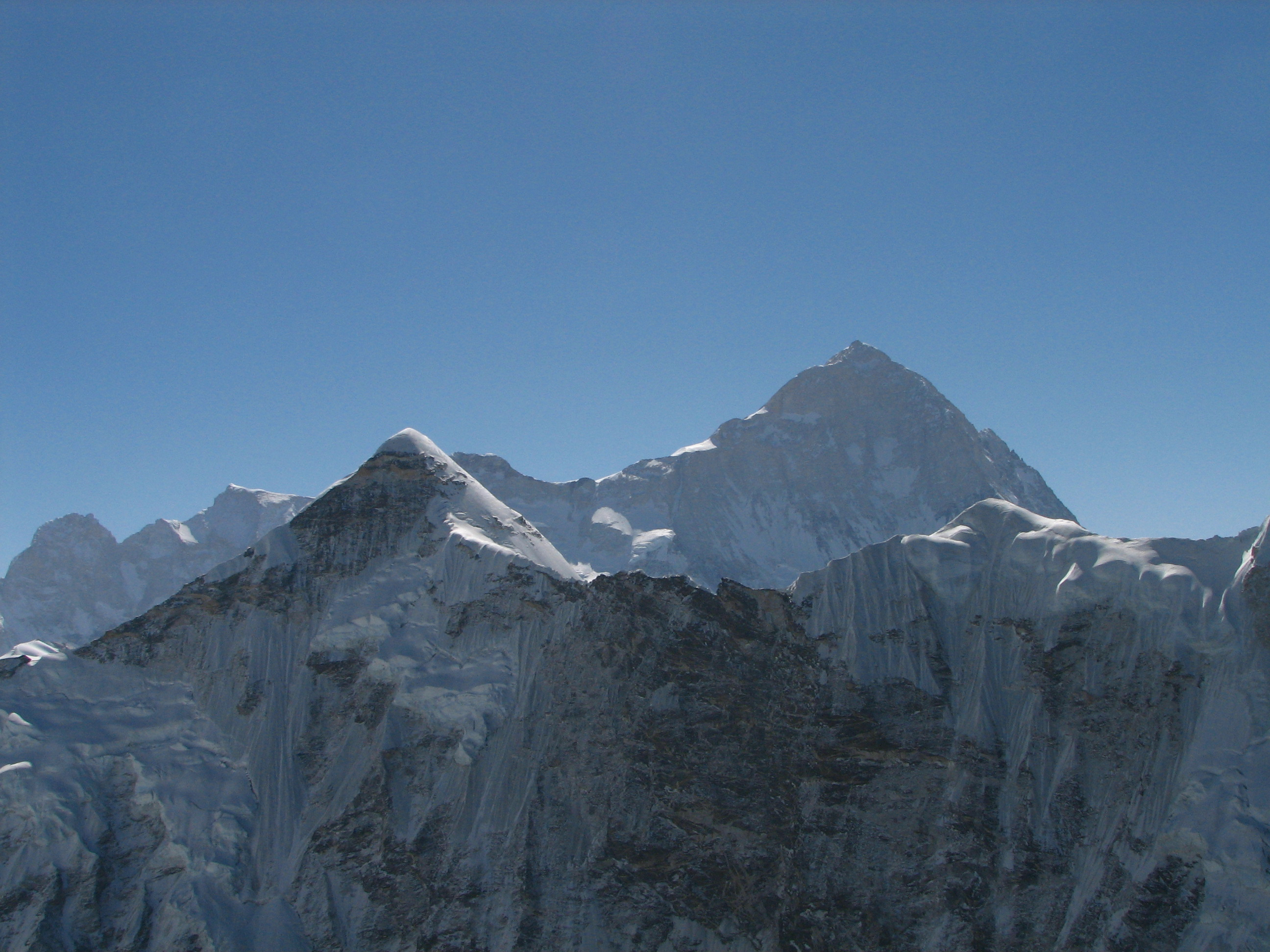
۵. ماکالو
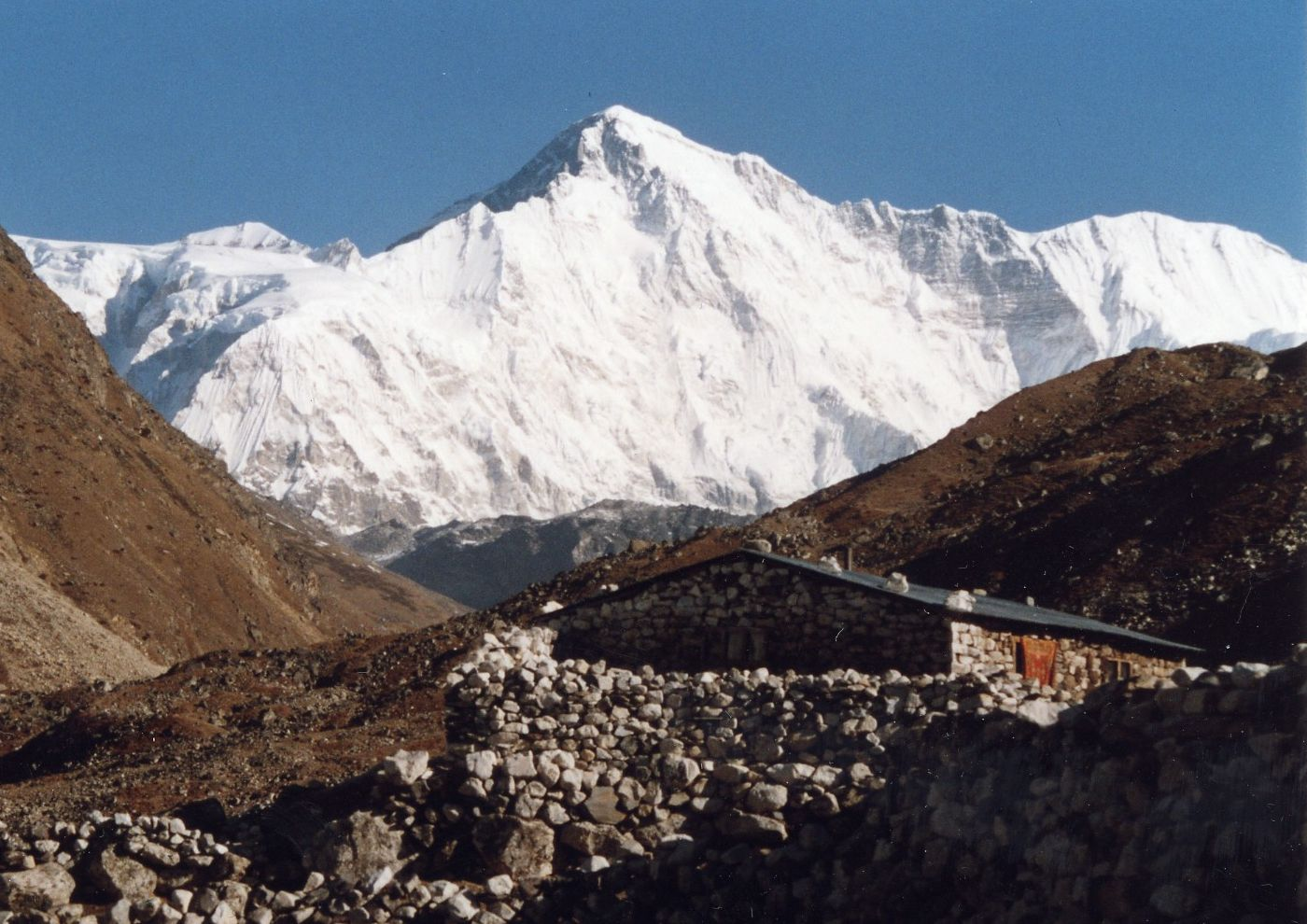
۶. چو اویو
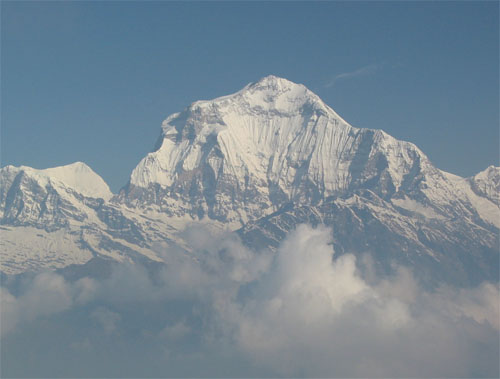
۷. دهالاگیری
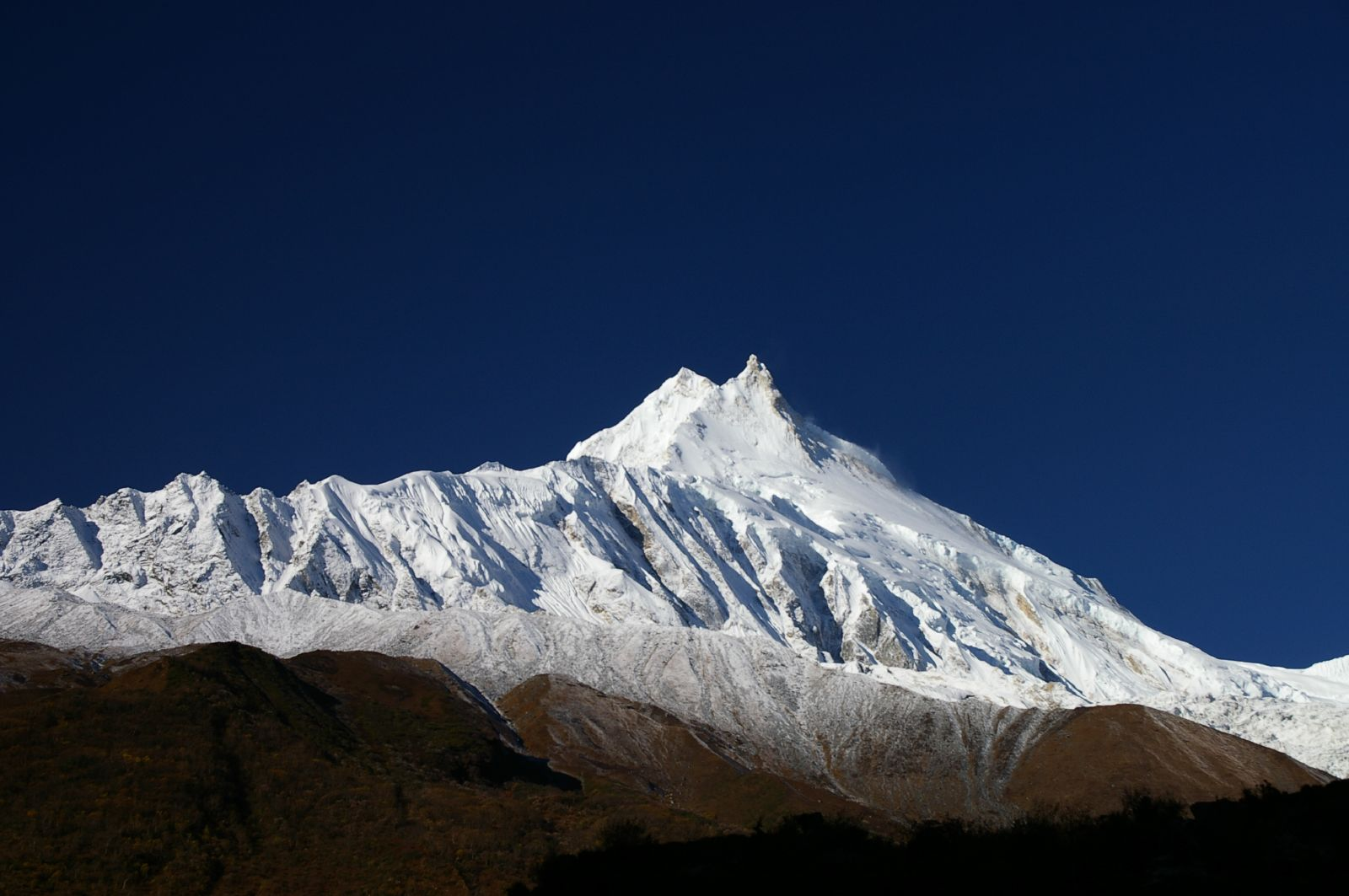
۸. ماناسلو
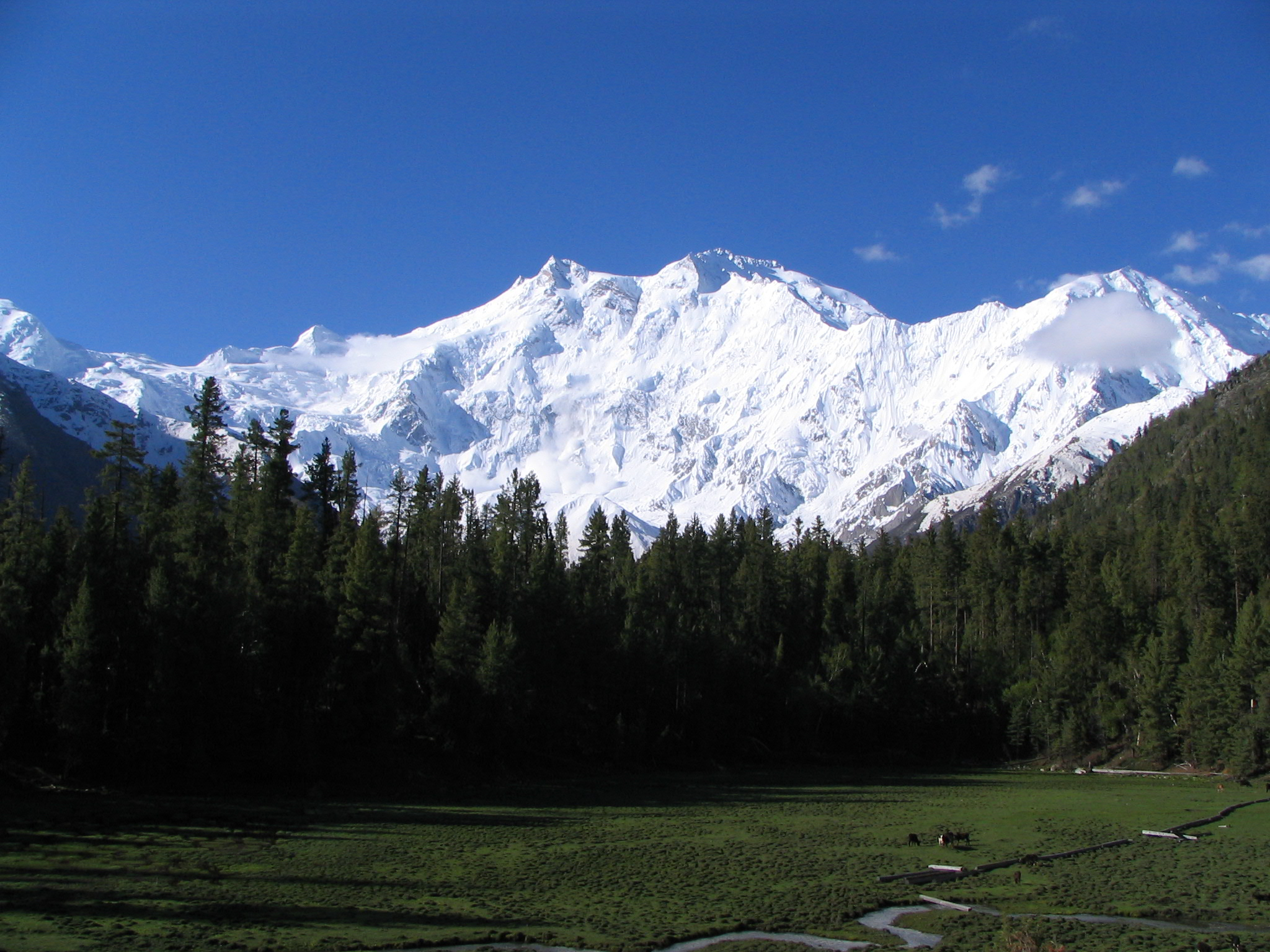
۹. نانگا پاربات
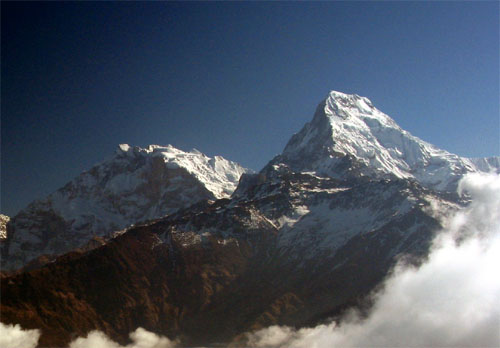
۱۰. آناپورنا
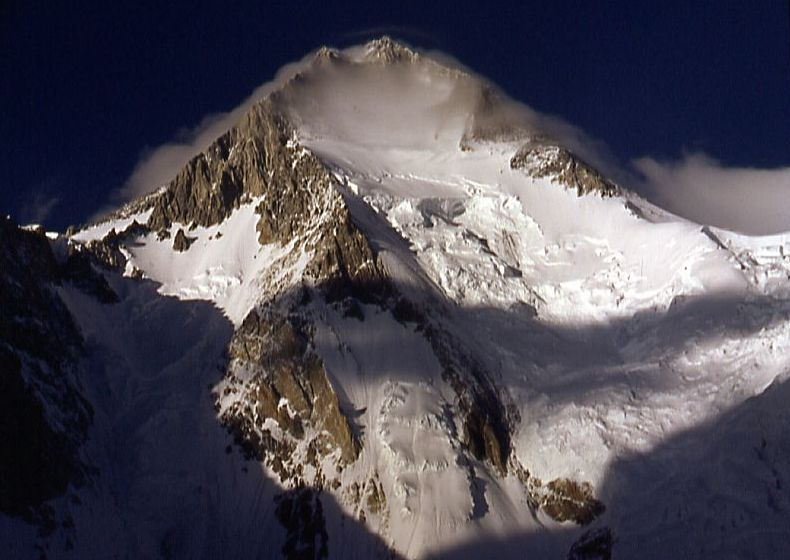
۱۱. گاشربروم ۱
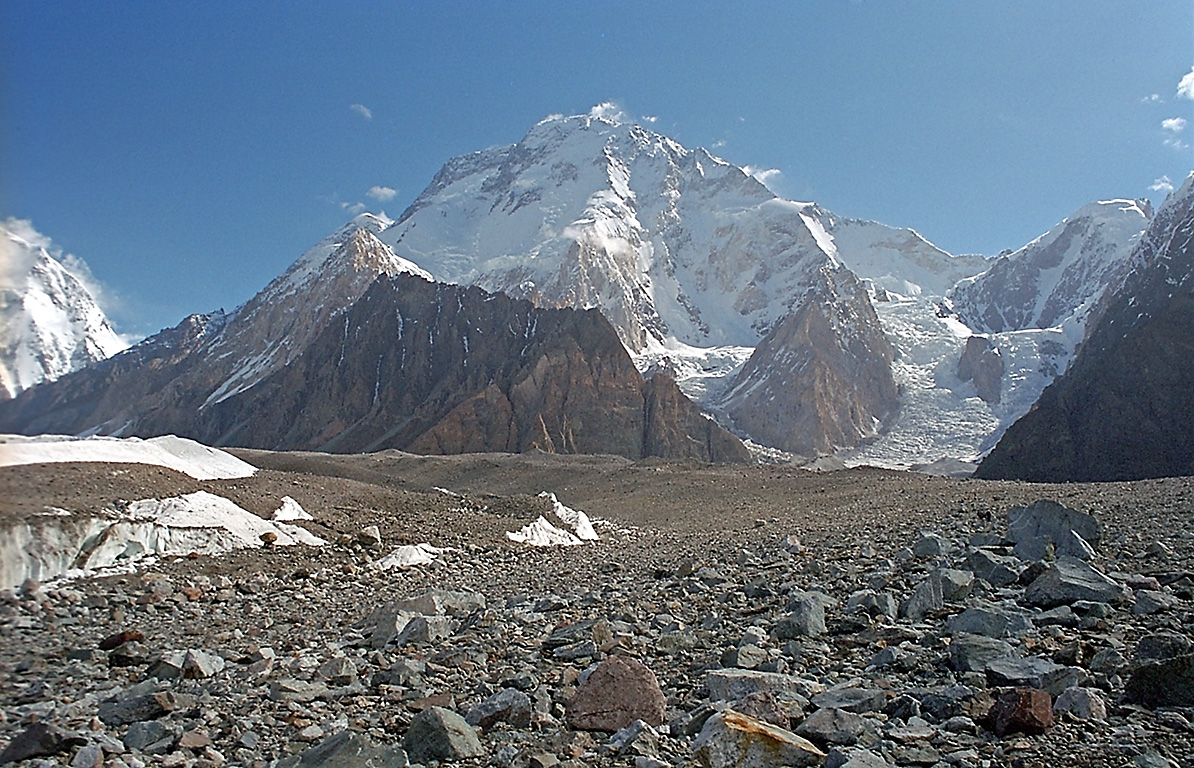
۱۲. برود پیک
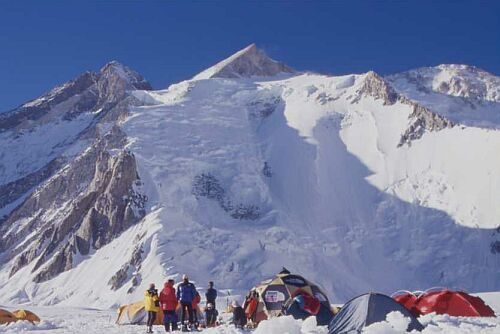
۱۳. گاشربروم ۲
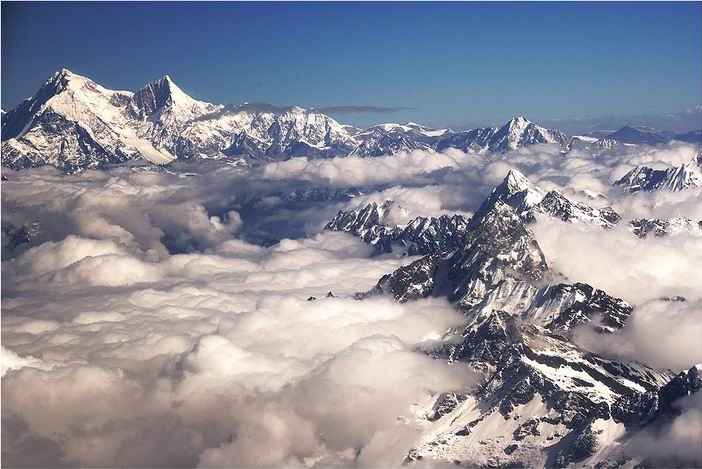
۱۴. شیشاپانگما